# Chriolepis atrimelum
Chriolepis atrimelum es una especie de peces de la familia de los Gobiidae en el orden de los Perciformes.

## Distribución geográfica
Se encuentra en el Pacífico oriental central: Isla del Coco.

## Observaciones
Es inofensivo para los humanos.